# Bengt Magnus Björkman
Bengt Magnus Björkman, född 4 september 1745 på Föskeds bruk i Nyeds socken i Värmland, död 4 maj 1824 i Stockholm, var en svensk bruksägare.
Han var son till bruksägaren Johan Björkman och Maria Öhman. Han gifte sig 1789 med Ulrika Magdalena Levin (1771–1828). Björkman var en av Sveriges mest förmögna industriidikare under senare delen av 1700-talet och första delen av 1800-talet.

## Biografi
Bengt Magnus Björkman flyttade till Moheda i Småland och gick i skola i Växjö. Begav sig till Stockholm med en oxdrift. Oxarna såldes i Stockholm och köpeskillingen kom att utgöra grundplåten för Björkmans industriimperium. Han startade grosshandel och skeppsrederirörelse och blev en av Stockholms förmögnaste affärsmän. Bengt Magnus Björkman köpte, år 1816, Sätuna säteri av Casper Wrede för 166.666 riksdaler. Egendomen arrenderades genast ut till svärsonen Ernst Fredrik von Willebrand och dottern Ulrika (Ulla) von Willebrand.

## Egendomar i Sverige
Bengt Magnus Björkman ägde han ett stort antal egendomar i Sverige och Finland.
Sätuna säteri och Öråkers herrgård i Uppsala län. Grönsinka bruk i Gävleborgs län. Nacka gård, Farsta gård, Görvälns slott, Skälby gård, Jakobsbergs gård samt Bromstens gård i Stockholms län. Dessutom en stadsgård i Stockholm samt Alberget på Djurgården.

### Sätuna säteri i Uppsala kommun
Den 22 mars 1816 sålde Casper Wrede Sätuna säteri i Björklinge socken i Uppsala kommun till brukspatron Bengt Magnus Björkman, som vid den tiden var en av Sveriges rikaste män. Björkman arrenderade omedelbart ut Sätuna till sin svärson Ernst Fredrik von Willebrand och dottern Ulrika von Willebrand. År 1821 gick von Willebrand i konkurs och äktenskapet upplöstes. Sedan ägaren Bengt Magnus Björkman avlidit år 1824 övertogs Sätuna av hans yngste son Johan Fredrik Björkman. Först 1836 flyttade Johan Fredrik, som kallades Fritz till gården och tog upp driften på allvar. Han gick ur tiden 1891. Hans änka Ebba Gustafva Björkman, kallades "hennes nåd", bildade tillsammans med barnen aktiebolaget Sätuna AB år 1906, något som var synnerligen ovanligt vid denna tid.

### Öråkers herrgård i Upplands-Bro kommun
På 1750-talet ägdes Öråkers herrgård i Stockholms-Näs socken i Upplands-Bro kommun av en "generalinna" Märta Bonde, född Koskull, som dog där. Öråker ligger vid östra sidan av Lennartsnäshalvön och gränsar till Mälarfjärden Görväln. På 1770-talet ägdes gården av  Pehr Carlsköld. Efter ett flertal ägarbyten förvärvades gården 1790 av köpmannen och brukspatron Bengt Magnus Björkman. Han lät uppföra nuvarande huvudbyggnad sedan den ursprungliga brann ner tio år tidigare.

### Görvälns slott i Järfälla kommun
Bengt Magnus Björkman var ägare till Görvälns slott i Järfälla 1802-1824. Björkman köpte Görvälns slott 1802. Under sin tid som ägare till slottet lät han påbygga huvudbyggnaden en våning med vindskupor samt uppföra en trädgårdsbyggnad av sten. Björkman är dock aldrig själv skriven på Görväln. Björkman var först grosshandlare i Stockholm under sin tid som ägare av Görväln, senare, när han var brukspatron ägde han i Järfälla förutom Görväln en tid även Jakobsberg och Skälby. Efter Bengt Magnus Björkmans död 1824 ärvdes Görväln inom den björkmanska släkten ända till 1882. Fyra av hans barn var ägare till Görväln under längre eller kortare tid.

## Egendomar i Finland
15 bruk och 1 gruva bland annat Kimo och Orisbergs järnbruk med Oravais masugn i Österbotten samt Fiskars bruksegendom i Pojo socken samt Koskis bruk och Orijärvi koppargruva i Kisko socken.
Efter fredsslutet 1809 tvingades Bengt Magnus Björkman att avträda de finska bruken till sina två äldsta söner Bengt Ludvig Björkman samt Lars Magnus Björkman, vilka blev finska medborgare. Lars Magnus adlades i Finland 1834 med namnet Björkenheim.
Bengt Magnus Björkman avled 1824 och ligger begravd på Stockholms nya begravningsplats.

## Barn
- Ulrika von Willebrand (1789-1860), gift med Ernst Fredrik von Willebrand (1787-1837)
- Bengt Ludvig Björkman (1791-1826)
- Charlotta Magdalena Björkman (1792-1797)
- Lars Magnus Björkman, adlad Björkenheim (1793-1869)
- Johan Axel Björkman (1795-1796)
- Axel Ulrik Björkman (1797-1855)
- Sophia Aurora Björkman (1805-1829)
- Johan Fredrik Björkman (1807-1891), gift med Ebba Gustafva Björkman f Willebrand (1827-1897)